# Myresjö
Myresjö est une localité suédoise située dans la commune de Vetlanda, dans le comté de Jönköping. Elle se trouve à une dizaine de kilomètres au sud-ouest du chef-lieu Vetlanda. Elle compte 646 habitants (2010).